# Colombe-lès-Vesoul
Colombe-lès-Vesoul là một xã thuộc tỉnh Haute-Saône trong vùng Franche-Comté phía đông nước Pháp.